# Velîka Medvedivka, Krasîliv
Velîka Medvedivka (în ucraineană Велика Медведівка) este localitatea de reședință a comunei Velîka Medvedivka din raionul Krasîliv, regiunea Hmelnîțkîi, Ucraina.

## Demografie
Componența lingvistică a localității Velîka Medvedivka
     Ucraineană (99,12%)
     Alte limbi (0,59%)
Conform recensământului din 2001, majoritatea populației localității Velîka Medvedivka era vorbitoare de ucraineană (99,12%), existând în minoritate și vorbitori de alte limbi.